# 小峰直城
小峰　直城（こみね なおき、1991年2月4日 - ）は日本の登山家、ロッククライマー、沢登り家。埼玉県出身。

## 概要
坂戸高校アウトドア部でクライミングを始めた。高校大学時代はスポーツクライミング競技会に出場歴があり、最高成績はジュニアオリンピックカップでジュニア4位。大学卒後に就職のため大阪に移り、名張の岩場でトラッドクライミングを覚えた。行う登山形態は、ロッククライミングの他にも沢登り、大滝登攀、山スキーなど多岐にわたる。趣味はラップバトル。(ラップに絡めてコミネムの愛称で親しまれる。)

## 登山歴
- 2017年7月 宍粟市 母栖ノ滝(初登)[3][1]、河原田不動の滝(初登)[1]
- 2017年8月 夢前町 僧屋敷の滝(初登)[4][1]、宍粟市 羊ヶ滝(初登)[5][1]
- 2019年3月 日和佐 千羽海崖A壁(初登)[6][1]　出羽島 「手羽島チキンウィング」5.10cRP(初登)[1]
- 2020年1月 山梨「デイドリーム」 5.14b RP(初登)[1]。第4回日本開拓大賞特別賞にノミネートされた[7]。
- 2022年7月 ノルウェーの大滝Ølmäafossen（ノルウェー語: Ølmäafossen）720mを初登攀[8]